# John Green (Schriftsteller)

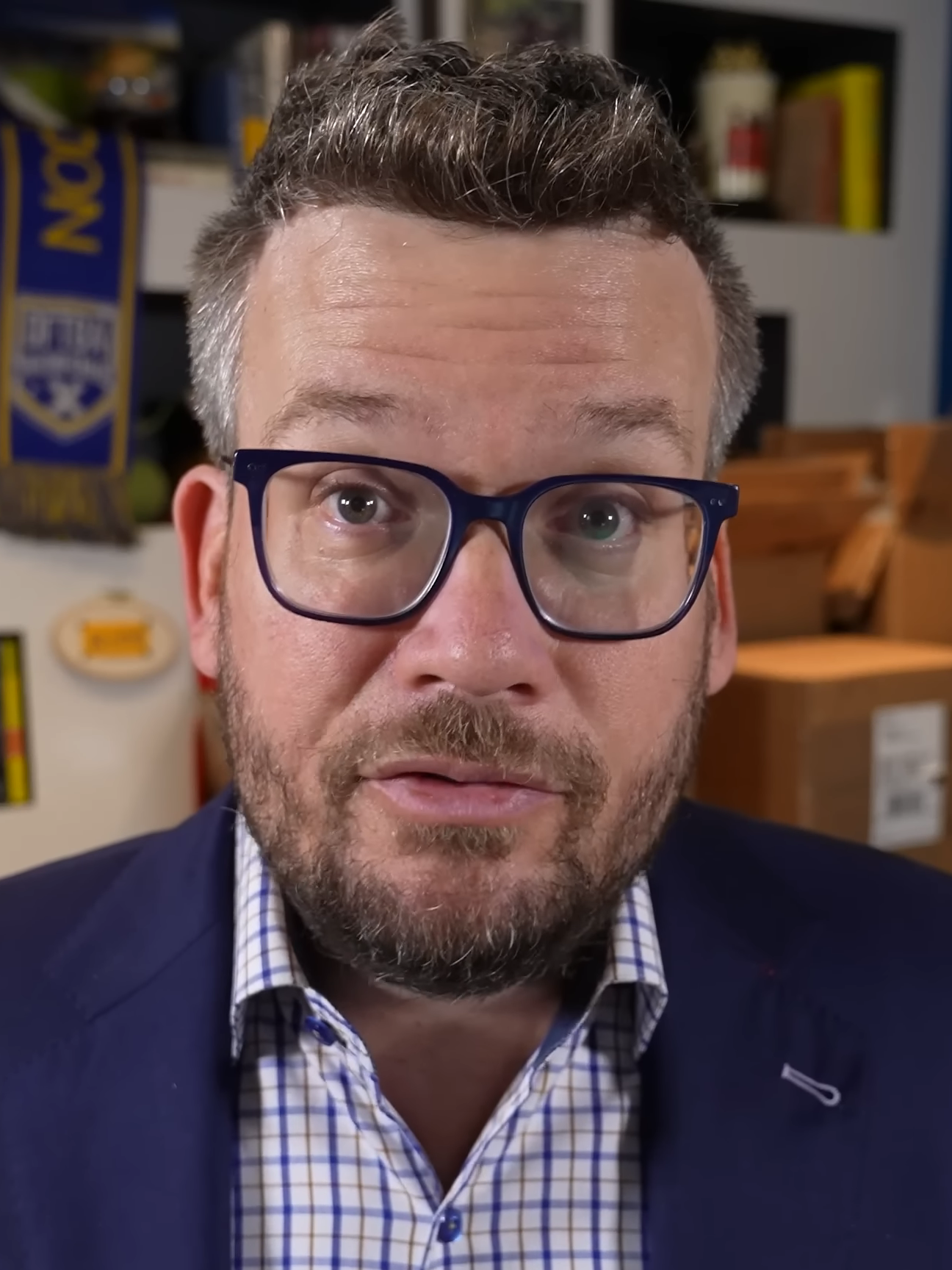
John Green (2024)

John Michael Green (* 24. August 1977 in Indianapolis, Indiana) ist ein US-amerikanischer Schriftsteller, Videoblogger, Filmproduzent und Podcaster. Zu seinen bekanntesten Büchern gehören Looking for Alaska (2005, deutsch: Eine wie Alaska, 2007, 2019 zudem als Serie verfilmt), Paper Towns (2008, deutsch: Margos Spuren, 2010, 2015 zudem verfilmt) sowie Turtles All The Way Down (2017, deutsch: Schlaft gut, ihr fiesen Gedanken, 2024 zudem verfilmt) und The Fault in Our Stars (2012, deutsch: Das Schicksal ist ein mieser Verräter, 2014 zudem verfilmt). Für sein Buch Das Schicksal ist ein mieser Verräter wurde Green 2013 mit dem Deutschen Jugendliteraturpreis ausgezeichnet.

## Leben

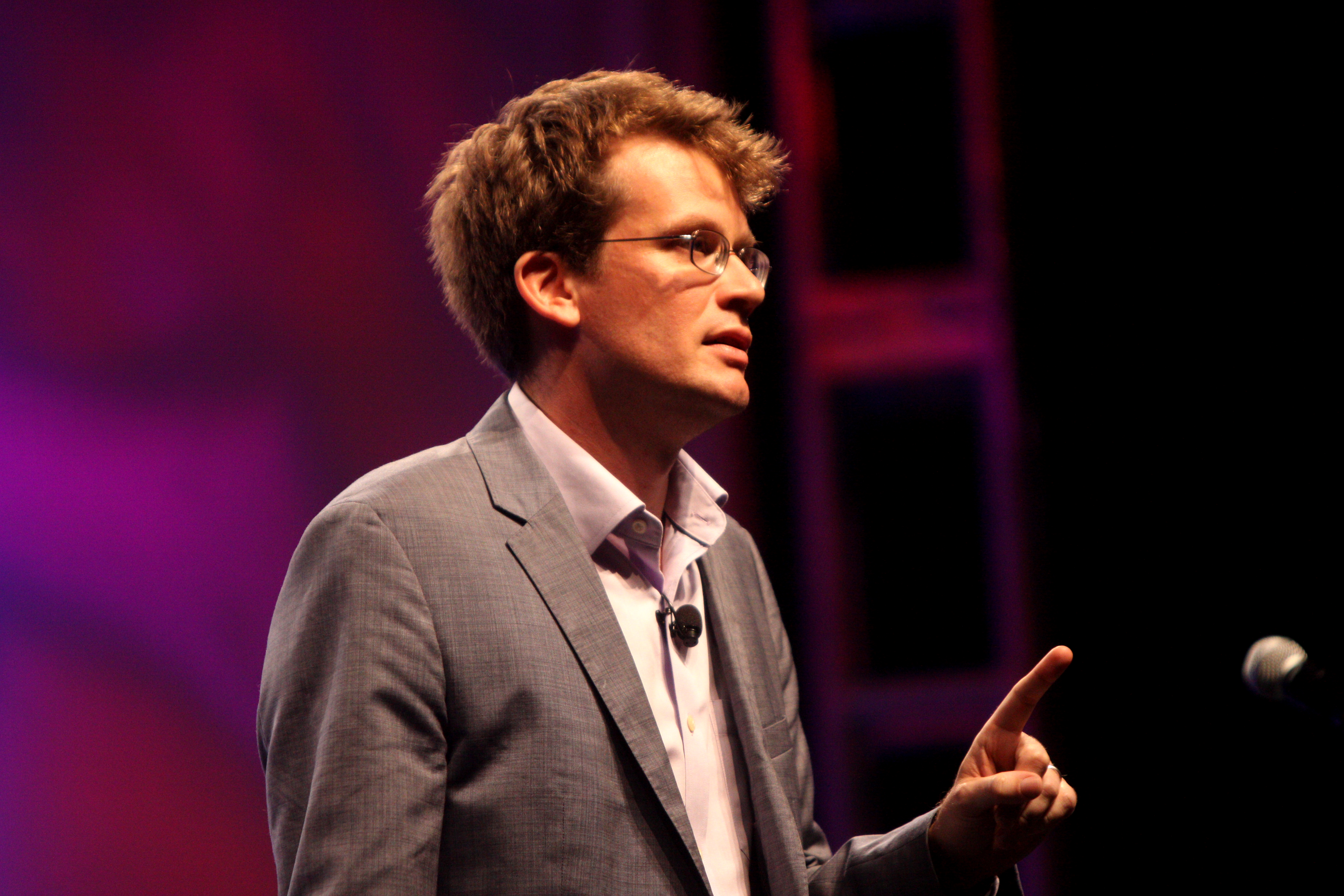
Green auf der VidCon 2009

Green wuchs in Orlando (Florida) auf und besuchte später die Indian Springs School in der Nähe von Birmingham (Alabama). Anschließend studierte Green Englische Literatur und Vergleichende Religionswissenschaften am Kenyon College (Ohio) und wollte zunächst Pastor werden. Während der Arbeit als Kaplan in einem Kinderkrankenhaus brach er jedoch die Ausbildung ab. Später begann er Rezensionen für die Zeitschrift Booklist zu verfassen.
Sein erster Roman Eine wie Alaska (2005), den er parallel zu seiner Arbeit bei Booklist schrieb, wurde international mehrfach ausgezeichnet; so erhielt Green den Michael L. Printz Award für besondere Verdienste um die Jugendliteratur. In seiner deutschen Übersetzung war das Buch 2008 gleich zweimal für den Deutschen Jugendliteraturpreis nominiert. Greens vierter Roman, Das Schicksal ist ein mieser Verräter, erschien im Juli 2012 in deutscher Übersetzung. Im Juni 2014 kam die gleichnamige Verfilmung in die Kinos. Sein im Jahre 2008 veröffentlichter Roman Paper Towns (Deutsch Margos Spuren) kam 2015 in einer Filmfassung heraus.
Gemeinsam mit seinem Bruder Hank Green betreibt John Green auf der Plattform YouTube einen erfolgreichen Videoblog. Das Projekt Vlogbrothers begann 2007 unter dem Titel Brotherhood 2.0, hier kommunizierten beide Brüder für ein Jahr ausschließlich über tägliche Videobotschaften. Mit der Zeit wuchs die Zahl der Zuschauer, so dass sie ihr Projekt fortsetzten. Mittlerweile verzeichnen ihre Videos regelmäßig etwa 250.000 Aufrufe, ihr Kanal zählt zu den 100 meistgesehenen bei YouTube. Die Fangemeinde, die sich selbst als Nerdfighteria bezeichnet, betreibt eine eigene Website und nimmt an wohltätigen Aktionen teil.
Nachdem er bereits bei der Verfilmung von Margos Spuren als Executive Producer beteiligt gewesen war, unterschrieb Green 2015 einen Vertrag mit der Produktionsfirma Fox 2000. 
John Green lebt mit seiner Frau Sarah und seinen zwei Kindern Henry und Alice in Indianapolis. Er ist Fußballfan und unterstützt den englischen Fußballverein AFC Wimbledon als Sponsor.

## Rezeption
John Greens Bücher ernteten häufig euphorische Rezensionen. So zieht etwa Tobias Rüther 2011 in der Frankfurter Allgemeinen Zeitung den Vergleich: „Der amerikanische Schriftsteller John Green schreibt große Bücher für Jugendliche. Er ist für Teenager das, was Philip Roth für Männer und John Updike für Ehepaare ist – er liest die Welt aus ihnen ab.“ Hartmut El Kurdi nimmt Green in der Zeit gegen Vorwürfe in Schutz, seine „Geschichten seien zu konstruiert, mit viel Kalkül würden hier Bücher mit knalligen Themen auf eine bestimmte Zielgruppe hin geschrieben.“ Greens Erfolg sei nicht nur auf sein handwerkliches Können zurückzuführen: „Spürte man nicht in jeder Szene, in jedem Dialog eine große Liebe zu seinen jugendlichen Helden und ein tiefes Mitgefühl mit ihnen, dann würde er es nicht schaffen, uns abwechselnd zum Lachen, Weinen und Nachdenken zu bringen. Und genau das gelingt ihm. Was mehr kann man von einem Roman verlangen?“
Trotz dieser Bedeutung von Greens Werk in der Populärrezeption findet dieses in der wissenschaftlichen Betrachtung bislang wenig Beachtung:
„Weder die Literaturwissenschaft noch die Literaturdidaktik im deutsch- oder englischsprachigen Raum hat sich bis dato intensiv mit ihm beschäftigt.“
Eine Ausnahme stellt dabei The Fault in Our Stars dar, wie Inger Lison ausweist: „So lassen sich im Kontext der Forschung zu Krankheitsnarrativen bzw. der Krankheitsmotivik im Bereich der Kinder- und Jugendliteratur zahlreiche aktuelle Beiträge und Publikationen zu Greens Roman finden.“

## Werke

### Bücher
- Eine wie Alaska. Übersetzung aus dem Englischen: Sophie Zeitz. Hanser, München 2007, ISBN 978-3-446-20853-7 (Original: Looking for Alaska. 2005).
  - Serienadaption: Eine wie Alaska (Looking for Alaska)[11]. 2019 für Hulu von Josh Schwartz und Stephanie Savage mit Charlie Plummer und Kristine Froseth.
- Die erste Liebe [nach 19 vergeblichen Versuchen]. Übersetzung aus dem Englischen: Sophie Zeitz. Hanser, München 2008, ISBN 978-3-446-25313-1 (Original: An Abundance of Katherines. 2006).
- Margos Spuren. Übersetzung aus dem Englischen: Sophie Zeitz. Hanser, München 2010, ISBN 978-3-446-23477-2 (Original: Paper Towns. 2008). Neuauflage 2015: Hanser, München 2015, ISBN 978-3-446-24954-7.
  - Verfilmung: Margos Spuren. 2015 unter der Regie von Jake Schreier mit Nat Wolff, Cara Delevingne und Justice Smith, (Originaltitel: Paper Towns).
- Mit David Levithan: Will & Will. Übersetzung aus dem Englischen: Bernadette Ott. cbt, München 2012, ISBN 978-3-570-16103-6 (Original: Will Grayson, Will Grayson. 2010).
- Das Schicksal ist ein mieser Verräter. Übersetzung aus dem Englischen: Sophie Zeitz. Hanser, München, 2012, ISBN 978-3-446-24009-4 (Original: The Fault in Our Stars. 2012).
  - Verfilmung: Das Schicksal ist ein mieser Verräter. 2014 unter der Regie von Josh Boone mit Shailene Woodley, Ansel Elgort, Nat Wolff, Laura Dern und Willem Dafoe, (Originaltitel: The Fault in Our Stars).
- Schlaft gut, ihr fiesen Gedanken. Übersetzung aus dem Englischen: Sophie Zeitz. Hanser, München, 2017, ISBN 978-3-446-25903-4 (Originaltitel Turtles All the Way Down, 2017).
  - Verfilmung: Schlaft gut, ihr fiesen Gedanken. 2024 unter der Regie von Hannah Marks mit Isabela Merced, Cree Cicchino und Felix Mallard.
- Wie hat Ihnen das Anthropozän bis jetzt gefallen?. Übersetzung aus dem Englischen: Henning Dedekind, Friedrich Pflüger, Wolfram Ströle & Violeta Georgieva Topalova. Hanser, München, 2021, ISBN 978-3-446-27055-8 (Original: The Anthropocene Reviewed: Essays on a Human-Centered Planet. 2021). Eine Sammlung persönlicher Essays, in denen Green verschiedene Aspekte der menschlichen Erfahrung reflektiert und bewertet.[12]
- Tuberkulose. Es ist Zeit, die tödlichste Infektion der Welt zu besiegen. Übersetzt aus dem Englischen von Sophie Zeitz, Carl Hanser, München 2025, ISBN 978-3-446-28443-2.

### Kurzprosa
- Ein cheer unglaubliches Weihnachtswunder in: John Green, Maureen Johnson und Lauren Myracle: Tage wie diese. Übersetzung aus dem Englischen: Barbara Abedi. Arena, 2010, ISBN 978-3-401-60268-4 (Original: A Cheertastic Christmas Miracle in: Let It Snow: Three Holiday Romances. 2008).
  - Verfilmung: Tage wie diese. 2019 unter der Regie von Luke Snellin mit Isabela Merced, Shameik Moore und Kiernan Shipka, (Originaltitel: Let It Snow)

## Nominierungen und Auszeichnungen
- 2006: Finalist zum Los Angeles Times Book Prize für Die erste Liebe [nach 19 vergeblichen Versuchen]
- 2006: ALA Best Books for Young Adults für Eine wie Alaska
- 2006: Michael L. Printz Award für Eine wie Alaska
- 2007: Auswahlliste zum Michael L. Printz Award für Die erste Liebe [nach 19 vergeblichen Versuchen]
- 2007: Luchs des Monats im März für Eine wie Alaska
- 2007: Bestenliste Die besten 7 im April für Eine wie Alaska
- 2008: Buch des Monats Institut für Jugendliteratur im August für Die erste Liebe [nach 19 vergeblichen Versuchen]
- 2008: Nominierung für den Deutschen Jugendliteraturpreis in der Sparte Jugendjury und der Sparte Jugendbuch[4][5] für Eine wie Alaska
- 2010: Bestenliste Die besten 7 im Februar für Margos Spuren
- 2010: Corine für Margos Spuren
- 2011: Nominierung für den Deutschen Jugendliteraturpreis 2011 in der Sparte Jugendjury für Margos Spuren
- 2012: Luchs des Monats im Oktober für Das Schicksal ist ein mieser Verräter
- 2012: Kinder- und Jugendhörbuch des Jahres 2012 für Das Schicksal ist ein mieser Verräter (5 CDs, Hörbuch Hamburg, Silberfisch).[13]
- 2012: Bestes Buch in der Kategorie Allgemeine Literatur sowie Bestes Kinder- und Jugendbuch bei Der Leserpreis – die besten Bücher 2012 von LovelyBooks für Das Schicksal ist ein mieser Verräter
- 2012: Entertainer des Jahres in der Kategorie Autor von Entertainment Weekly
- 2012: Fiction Book Nr. 1 of the Year 2012 des Time Magazines für Das Schicksal ist ein mieser Verräter
- 2013: Deutscher Jugendliteraturpreis in der Sektion Jugendjury für Das Schicksal ist ein mieser Verräter
- 2013: 42. Buxtehuder Bulle für Das Schicksal ist ein mieser Verräter (Dotierung: 5.000 €)[14]
- 2013: Das Schicksal ist ein mieser Verräter kommt auf die Shortlist für den Guardian Children’s Fiction Prize[15]
- 2013: White Raven der Internationalen Jugendbibliothek für Das Schicksal ist ein mieser Verräter[16]
- 2016: Ehrendoktorwürde des Kenyon College in Ohio, der Alma Mater Greens[17]

## Festivalteilnahmen
- 2008: Kinder- und Jugendprogramm des 8. internationalen literaturfestivals berlin im September
- 2010: 1. White Ravens Festival an der Internationalen Jugendbibliothek in München
- 2012: Kinder- und Jugendprogramm des 12. internationalen literaturfestivals berlin im September (Vorstellung des Buchs Das Schicksal ist ein mieser Verräter als Deutschlandpremiere)
- 2012: Harbour Front Literaturfestival in Hamburg (Vorstellung des Buchs Das Schicksal ist ein mieser Verräter)